# Elaphoppia lapelerii
Elaphoppia lapelerii är en kvalsterart som beskrevs av J. och P. Balogh 1983. Elaphoppia lapelerii ingår i släktet Elaphoppia och familjen Oppiidae. Inga underarter finns listade i Catalogue of Life.